# Рок над Волгой
«Рок над Волгой» — международный рок-фестиваль, проводившийся ежегодно с 2009 по 2013 год на территории Самарской области. В 2009—2011 годах местом проведения было поле совхоза «Красный пахарь», а в 2012—2013 — поле около посёлка Петра́-Дубра́ва. Фестиваль был приурочен ко Дню России.
Проводился при поддержке правительства Самарской области. Вход на фестиваль был свободным. «Рок над Волгой» был крупнейшим однодневным фестивалем в Европе.

## Хронология

### 2009
Впервые фестиваль был проведён 12 июня 2009 года. Число посетителей составило 167 000 человек.
Ведущими фестиваля были футбольный комментатор Василий Уткин, теннисистка Анастасия Мыскина и театр «Квартет И». Также на фестивале выступила Татьяна Зыкина, а группа «Ю-Питер» — в сопровождении симфонического оркестра Самарской филармонии.
По ТВ фестиваль был показан 1 августа 2009 года на канале ТВ Центр.
Участники фестиваля: «Дайте2», «Что Ещё», «Море!», F.P.G., Mordor, «Чайф», «Аквариум», «Ария», «Чиж & Co», Ken Hensley, «Воскресение», «ДДТ», «Ю-Питер», «Сплин», «Король и Шут», «Агата Кристи», «Apocalyptica», «Алиса».

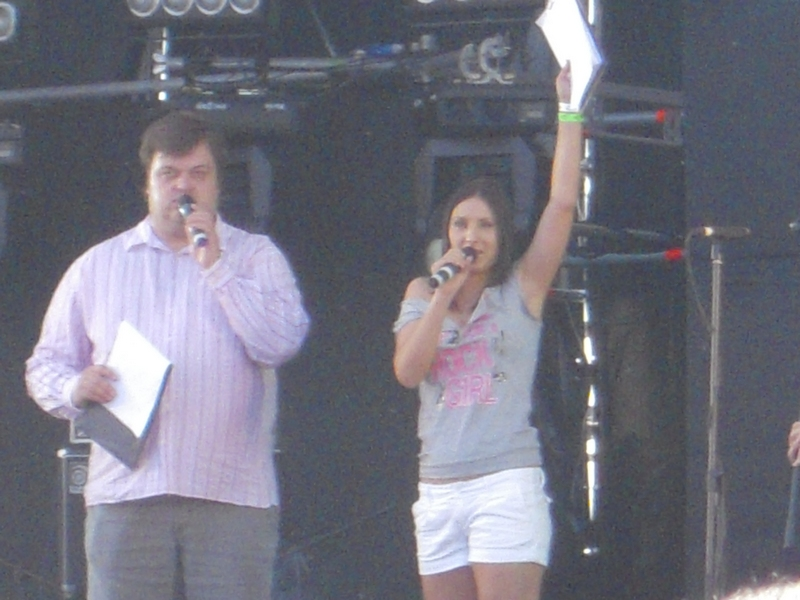
Василий Уткин и Анастасия Мыскина на рок-фестивале «Рок над Волгой», 2009
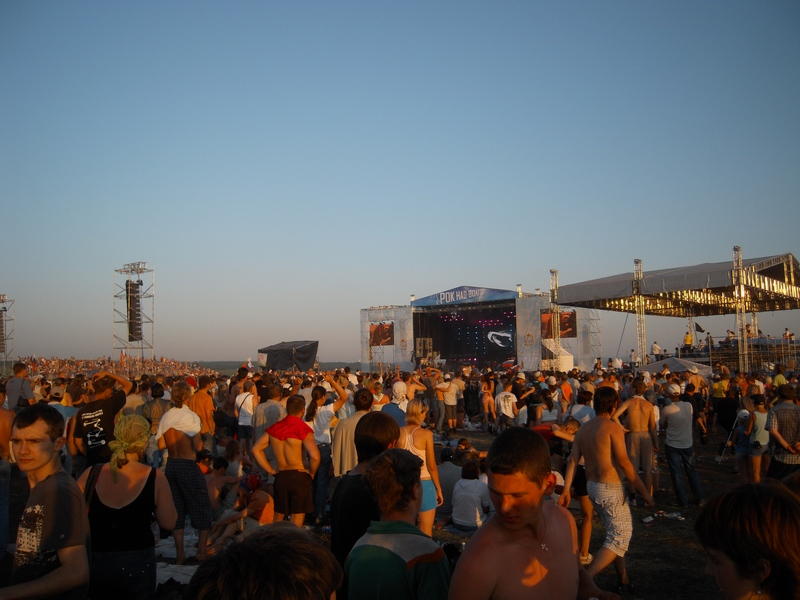
Площадка фестиваля «Рок над Волгой», 2009
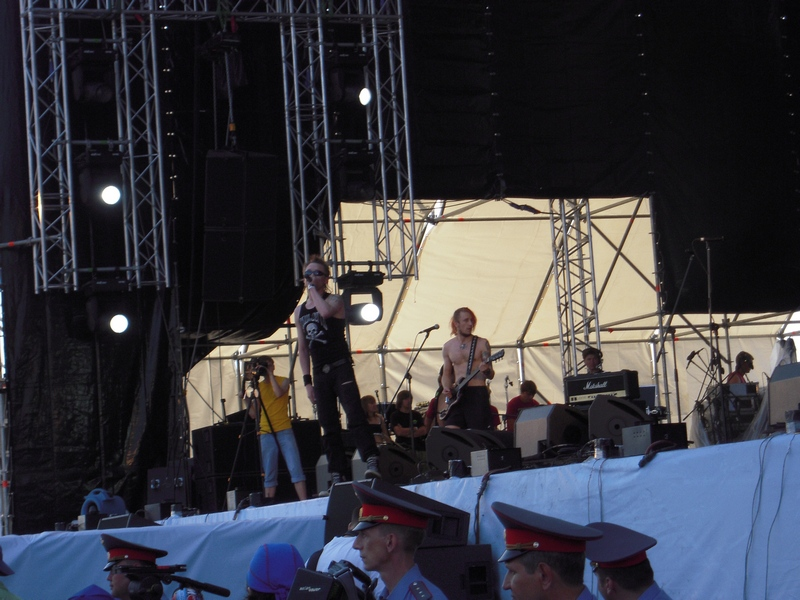
Группа F.P.G. на фестивале «Рок над Волгой», 2009

### 2010
Второй фестиваль прошёл на том же месте 12 июня 2010 года. Фестиваль посетило 220 000 человек. На фестивале прошла премьера клипа на песню «Дети минут» группы «Ю-Питер» на стихи Виктора Цоя.
Ведущими фестиваля были шоумен группы «АукцЫон» Олег Гаркуша, актёры Дмитрий Дюжев и Константин Хабенский, а также телеведущая Елена Перова.
На ТВ фестиваль был показан 13 июня 2010 года на «Первом канале».
Участники фестиваля: Mordor, «Чайф», «Ю-Питер», «Аквариум», «Машина Времени», «Король и Шут», «Агата Кристи», Пелагея, «Сплин», «Кипелов», «Deep Purple», «Алиса».

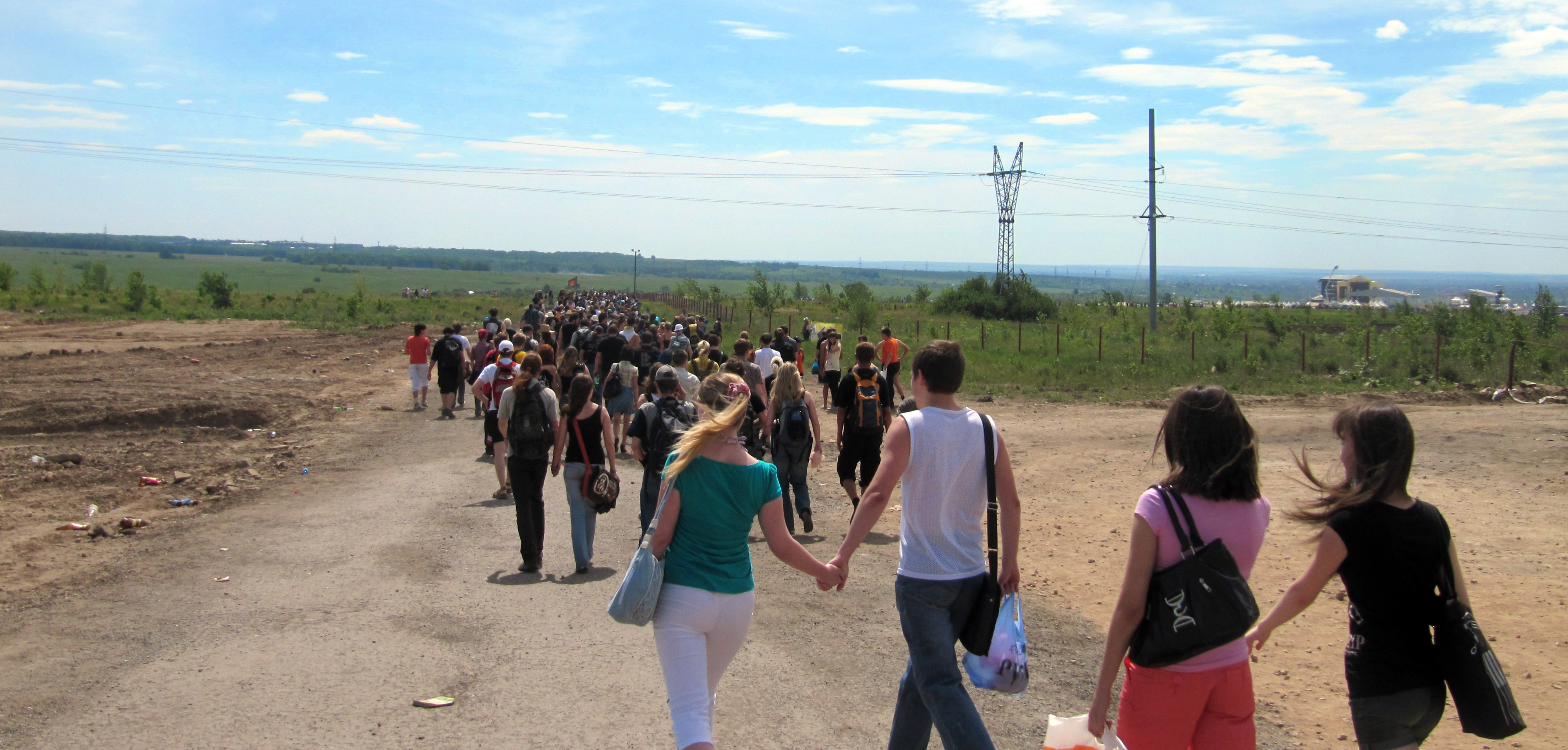
Люди идут на фестиваль «Рок над Волгой», 2010
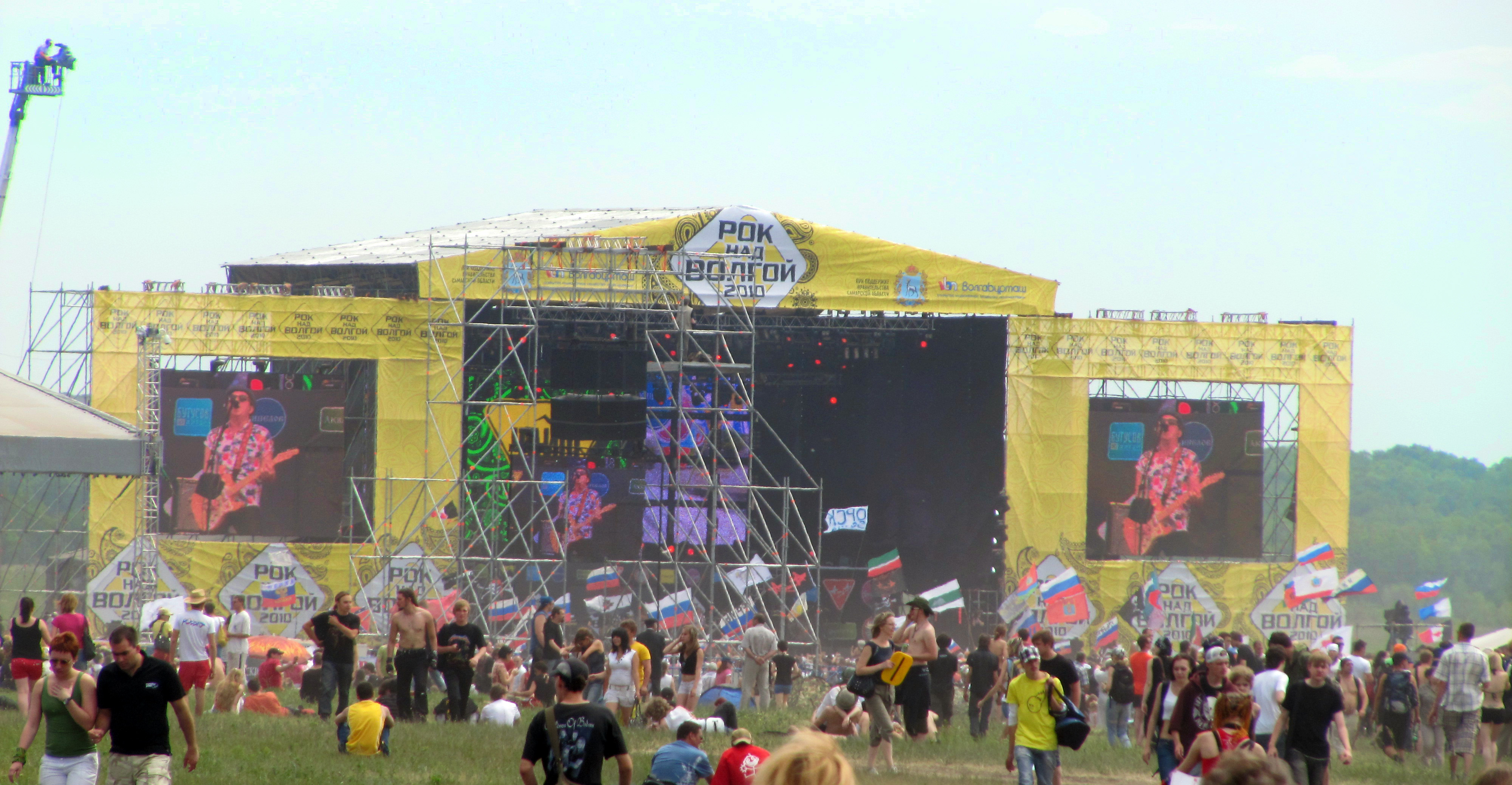
Сцена во время выступления группы "Чайф" на «Рок над Волгой», 2010
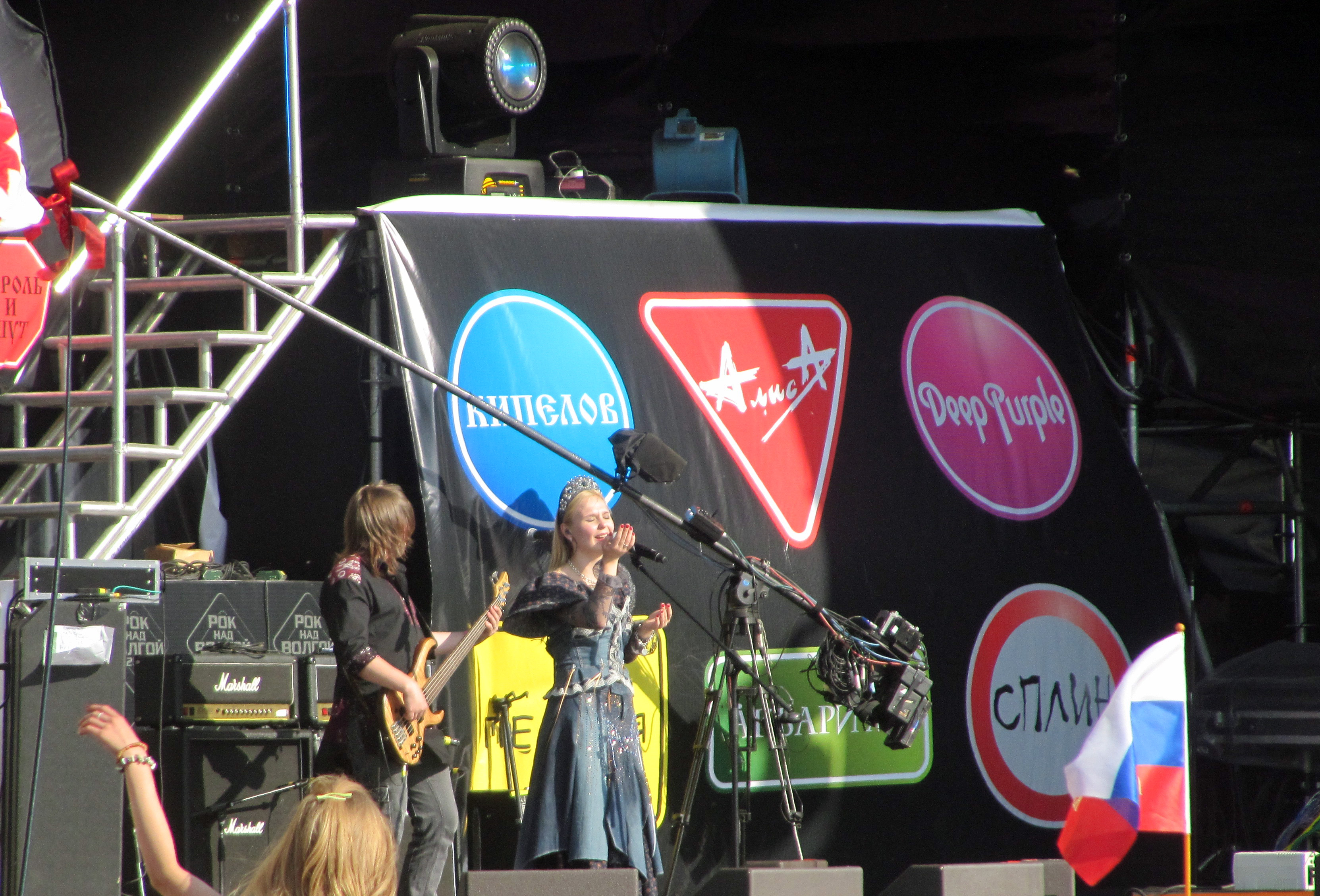
Пелагея на фестивале «Рок над Волгой», 2010

### 2011
Фестиваль прошёл 12 июня 2011 года и собрал 253 000 человек, что, по утверждению ведущих, стало рекордом посещаемости[чего?] в Европе за последние 15 лет.
Ведущие фестиваля Олег Гаркуша, Дмитрий Дюжев, а также актёр Гоша Куценко и телеведущая Тутта Ларсен. Кроме всего прочего на фестивале состоялось совместное выступление «Бурановских бабушек» и группы «Ю-Питер».
Участники фестиваля: Mordor, «Чайф», «Би-2», «Ночные Снайперы», «Ю-Питер», «Король и Шут», «Аквариум», «Машина Времени», «Сплин», британцы Skunk Anansie, «Звуки Му», «ДДТ», Тарья Турунен, «Кипелов», «Алиса». Тарья Турунен совместно с Кипеловым исполнила песню «Я здесь».

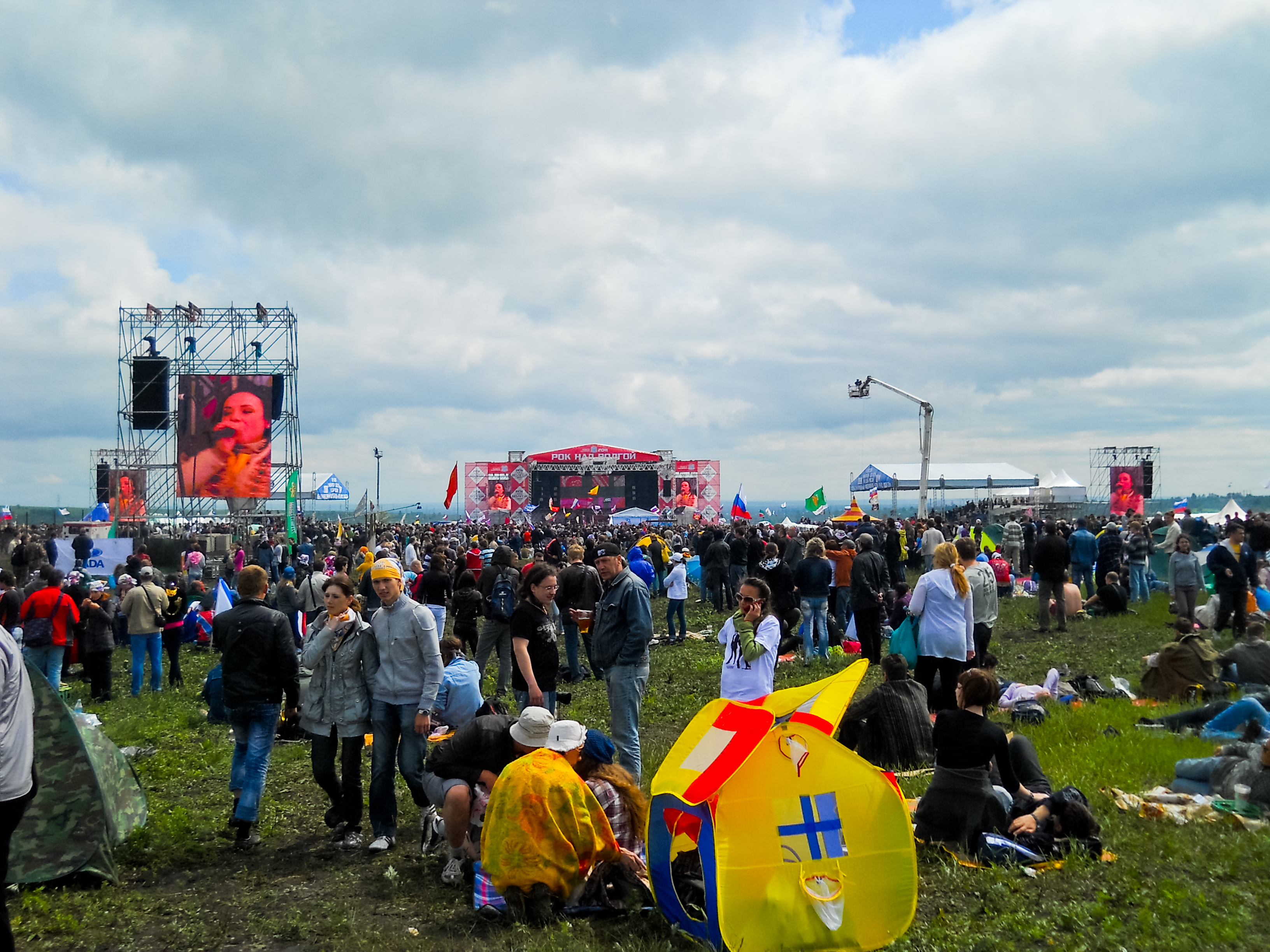
Общий вид на фестиваль
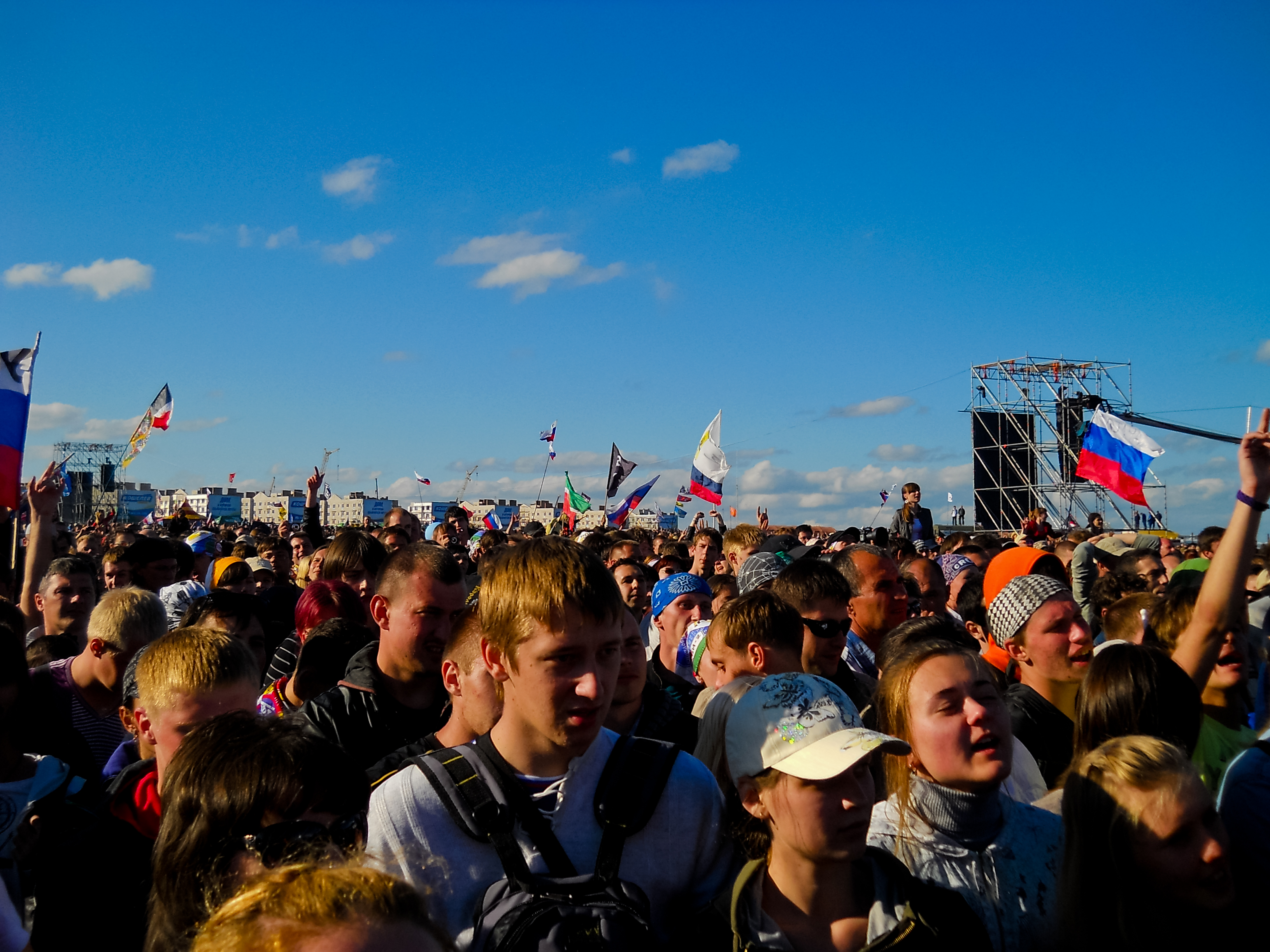
Зрители
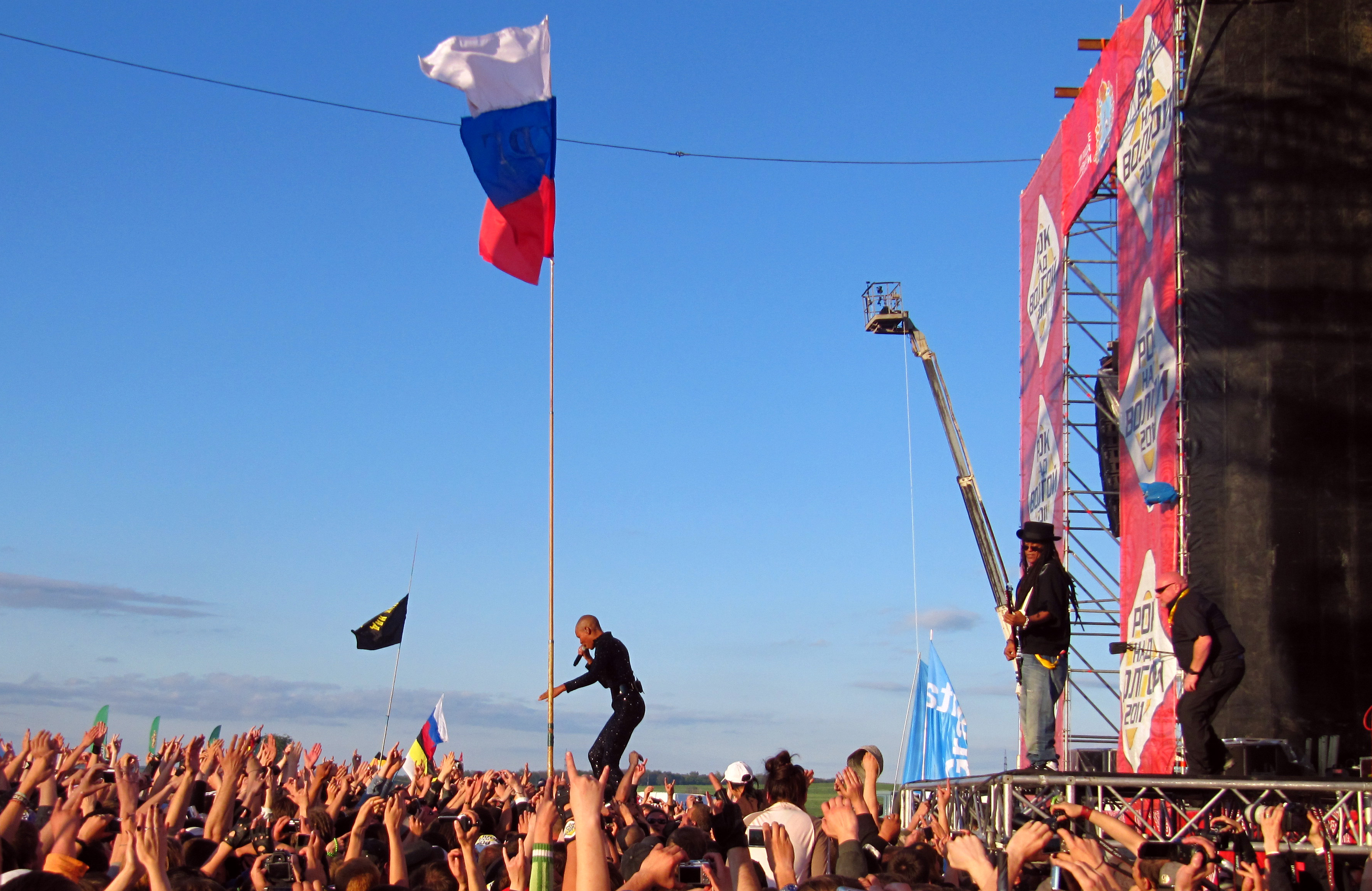
Выступление группы Skunk Anansie
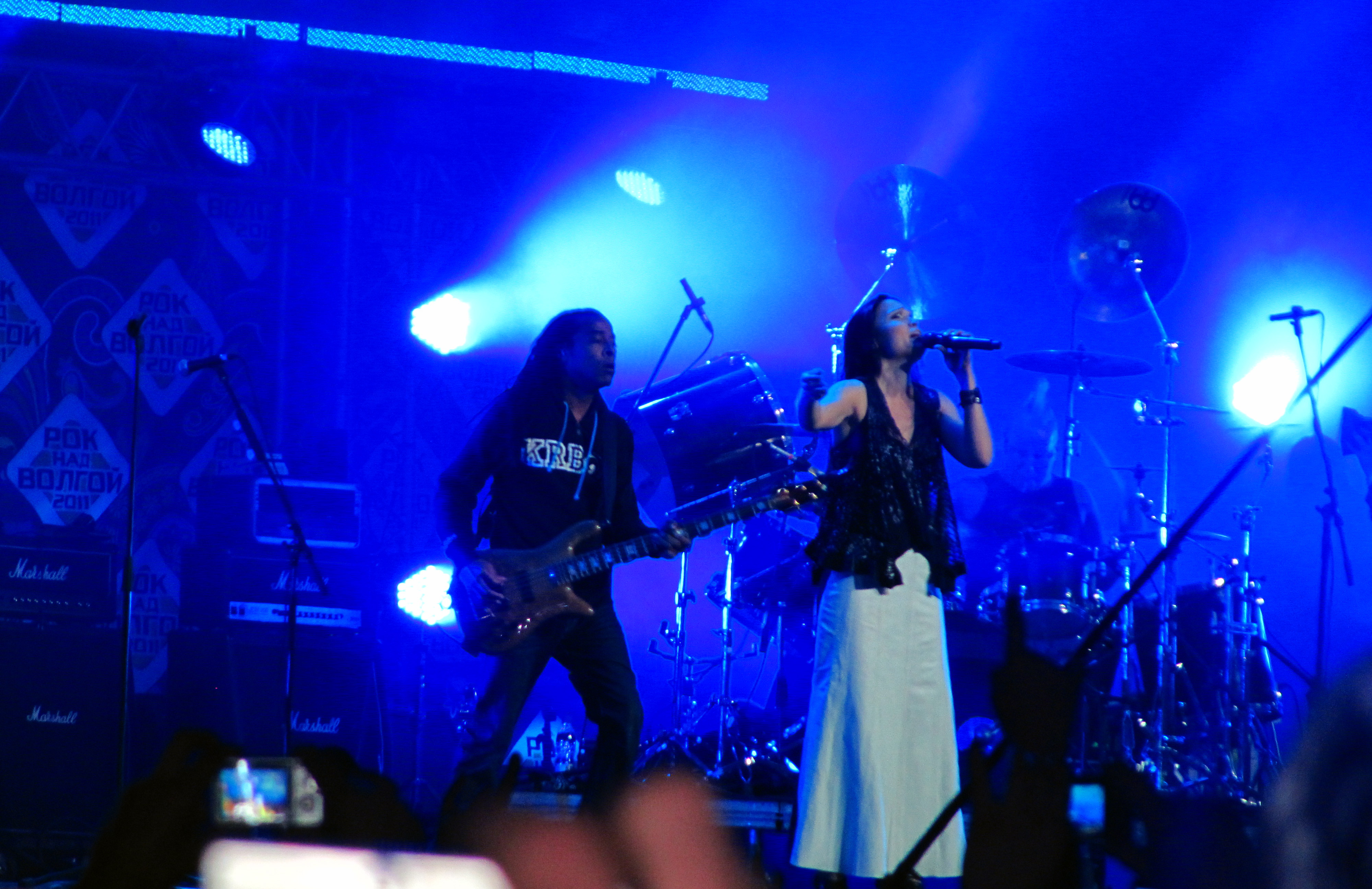
Выступление Тарьи Турунен
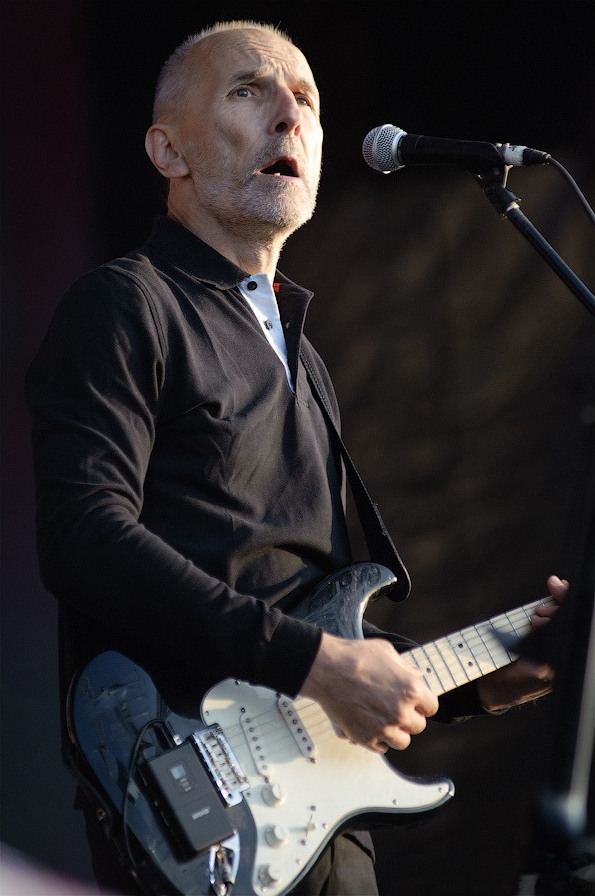
Выступление Петра Мамонова

### 2012
Фестиваль прошёл 11 июня 2012 года на новой площадке в посёлке Петра-Дубрава недалеко от старого места проведения, и его посетило 307 000 человек.
Ведущие фестиваля — Олег Гаркуша, Дмитрий Дюжев, а также актёр Сергей Светлаков и теле- и радиоведущая Ольга Шелест.
Участники фестиваля: Mordor, «Би-2», «Ю-Питер», «Аквариум», «Ленинград», «Король и Шут», «ZAZ», «Океан Ельзи», Игорь Растеряев, Garbage, «Алиса», "Limp Bizkit.

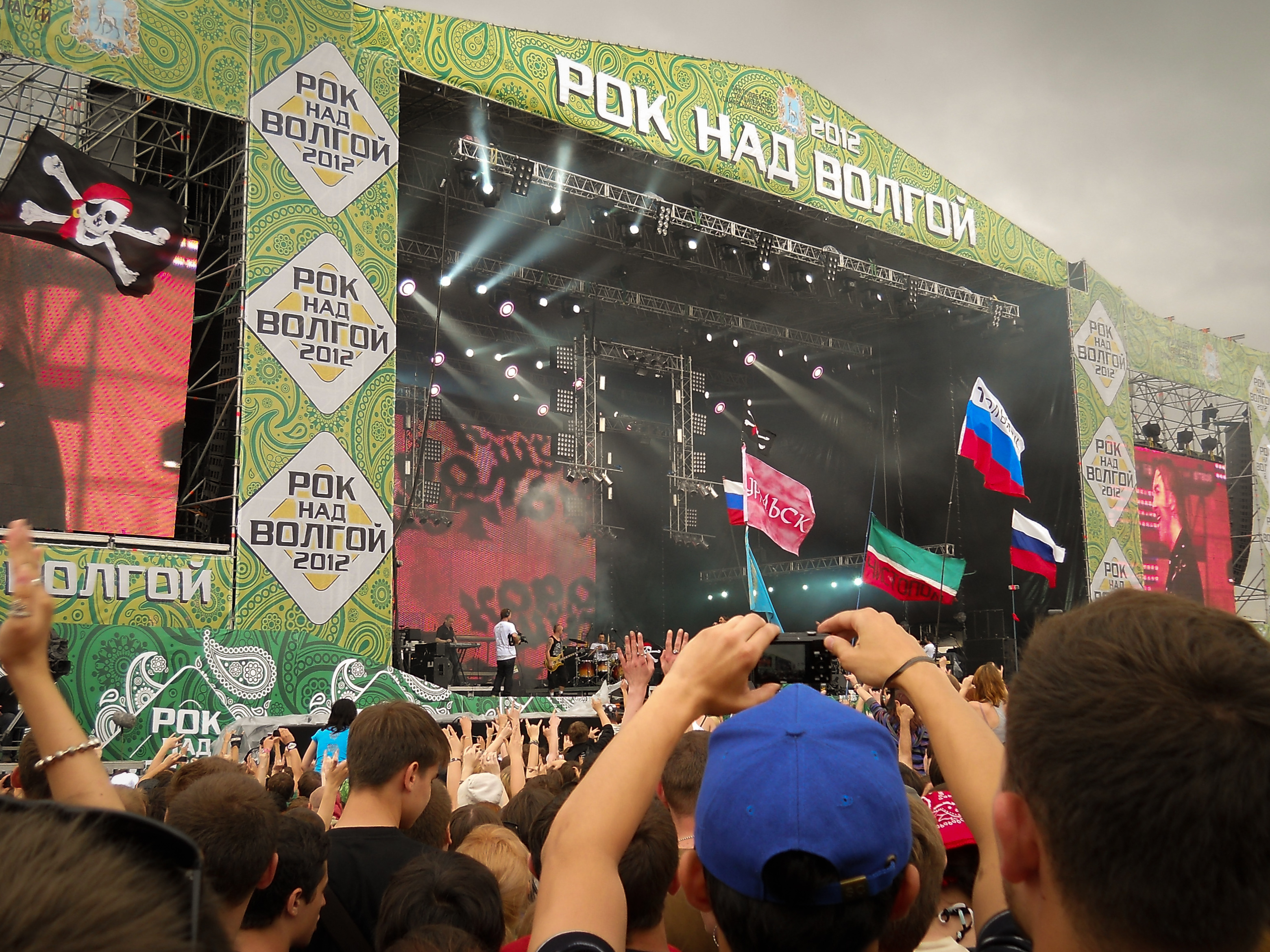

### 2013
В 2013 году фестиваль прошёл 8 июня на площадке недалеко от посёлка Петра-Дубрава. В роли ведущих выступили рок-музыкант Сергей Галанин и вокалист группы «АукцЫон» и шоумен Олег Гаркуша. В фестивале приняли участие Mordor, «Смысловые галлюцинации», «Би-2», «Чиж & Co», «Пикник», «Аквариум», «Кипелов», «Алиса» и хедлайнеры — Rammstein; с небольшими номерами выступили Государственный Волжский русский народный хор им. Петра Милославова и дуэт «Баян Микс».
Rammstein, выступавшие в рамках концертного тура «Wir Halten Das Tempo» («Мы держим темп»), привезли собственное оборудование весом в несколько тонн и устроили масштабное огненное шоу; специально для этого была увеличена основная сцена — её высота составила 21 м, длина — 60 м.
Фестиваль собрал рекордные 692 тысячи человек — именно столько прошло через рамки металлоискателей (вместимость самого поля составляет порядка 400 тыс. человек). По состоянию на ноябрь 2018 года концерт занимает 11 место по посещаемости в мире (3 место в России, включая эпоху СССР).
Прямую видеотрансляцию вёл портал vkonline.ru. По ТВ фестиваль был показан 12 июня 2013 года на канале «ТВ Центр». По просьбе музыкантов группы «Алиса» трансляция её выступления велась в меньшем объёме, чем у других участников фестиваля; согласно контракту Rammstein, трансляция её выступления не велась.

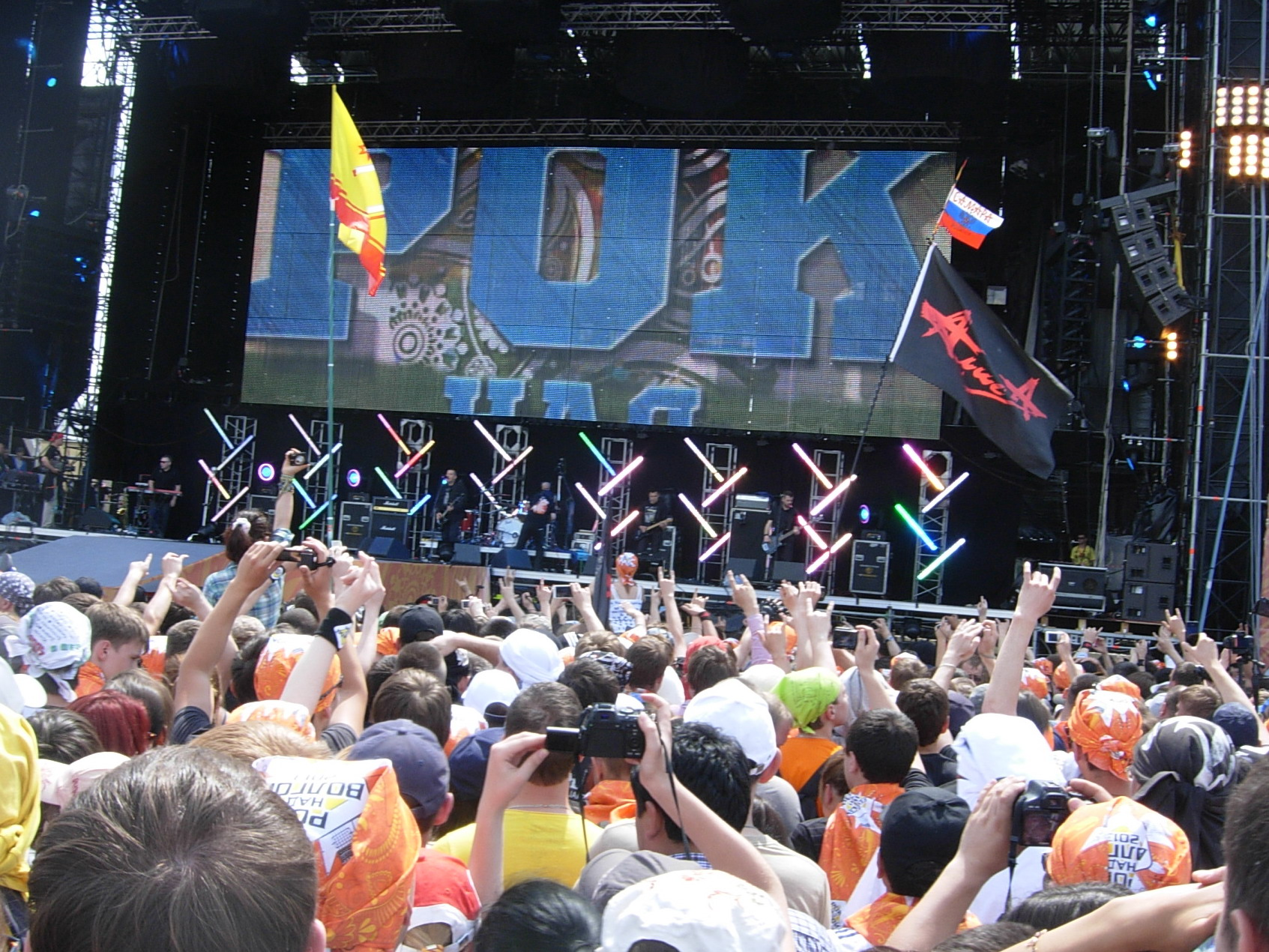
Смысловые галлюцинации
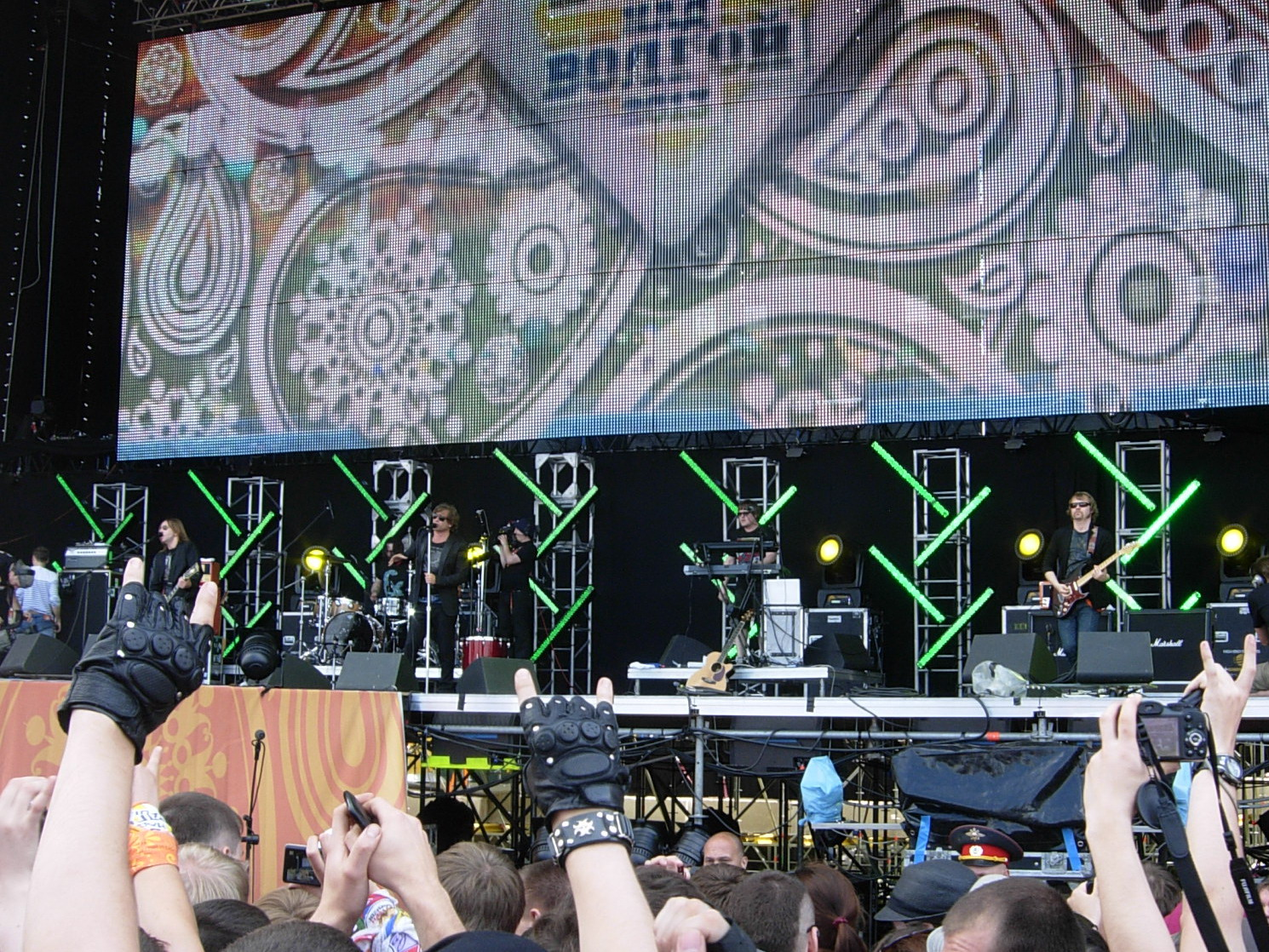
Би-2
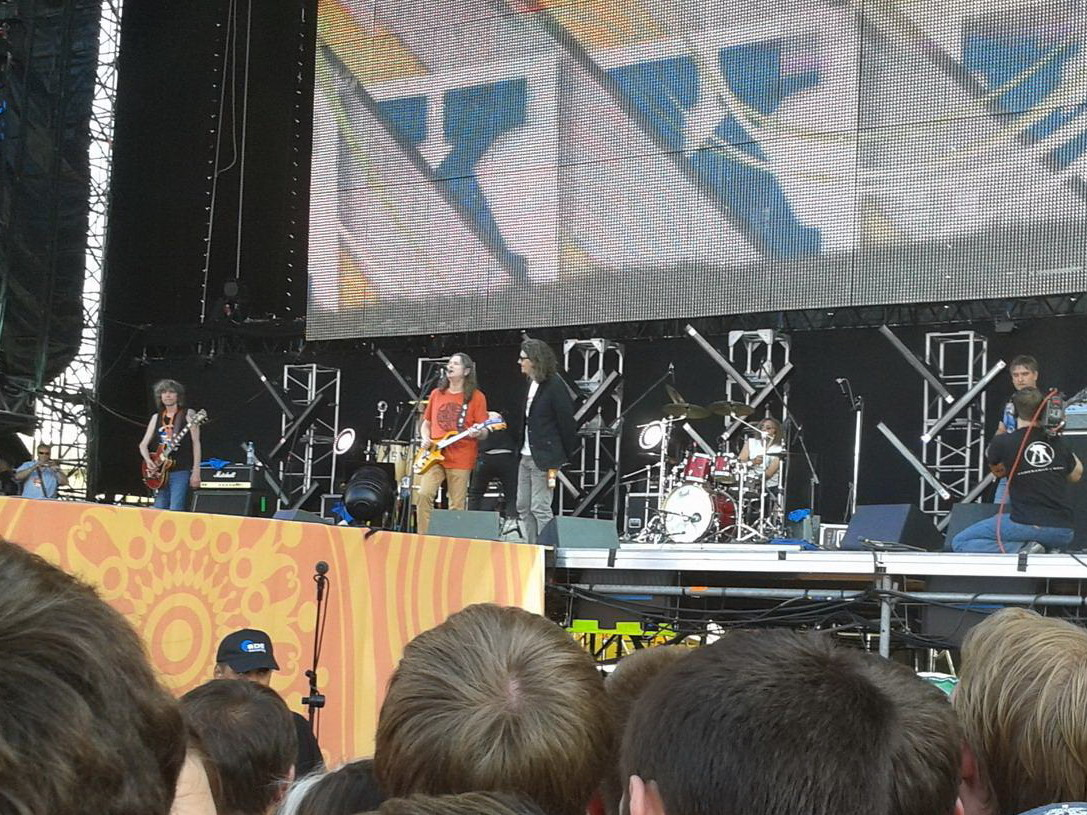
Чиж & Co и Сергей Галанин

### Попытки возрождения
Фестиваль должен был возобновиться 27 июня 2020 года (местом проведения был выбран стадион Самара Арена), однако был отменён на фоне ситуации с пандемией COVID-19.
Предполагаемая дата проведения: 27 июня 2020, фактическая — 28 июня
Участники: «Би-2», «Сплин»
Из-за ограничений в связи с пандемией COVID-19 проведение фестиваля было перенесёно на неопределённый срок. В 2020 было решено провести шоу в формате онлайн: трёхчасовой концерт прошёл 28 июня на барже на Волге, на которой была смонтирована специальная площадка, спроектированная с учётом проведения прямого эфира и «Рок на Волге» бесплатно транслировался в режиме реального времени, виртуальная аудитория составила более 6 млн человек.
В 2021 году губернатор Самарской области Дмитрий Азаров заверил, что как только эпидемиологическая ситуация улучшится, фестиваль будет проводиться. Проведённый в 2022 году фестиваль «САМ.ФЕСТ» был подан как замена «Року над Волгой».